# Stericycle
Stericycle est une entreprise de traitement de déchets médicaux. Elle est basée à Lake Forest dans l'Illinois.

## Histoire
En juillet 2015, Stericycle acquiert Shred-it International, spécialisée dans la destruction de documents, pour 2,3 milliards de dollars.